# Geraint Lewis (Badminton)
Geraint Lewis (* 27. August 1973) ist ein walisischer Badmintonspieler. 

## Karriere
Geraint Lewis wurde 1996 erstmals nationaler Meister in Wales. Weitere Titelgewinne folgten 1997 und 1998. 1993 und 1997 nahm er an den Badminton-Weltmeisterschaften teil, 1994 und 1998 an den Commonwealth Games.

## Sportliche Erfolge
| Saison | Veranstaltung                             | Disziplin    | Platz | Name                                |
| ------ | ----------------------------------------- | ------------ | ----- | ----------------------------------- |
| 1989   | Wales: Einzelmeisterschaften der Junioren | Herreneinzel | 1     | Geraint Lewis                       |
| 1990   | Wales: Einzelmeisterschaften der Junioren | Herreneinzel | 1     | Geraint Lewis                       |
| 1990   | Wales: Einzelmeisterschaften der Junioren | Herrendoppel | 1     | Geraint Lewis / Huw Bowen           |
| 1991   | Wales: Einzelmeisterschaften der Junioren | Herrendoppel | 1     | Geraint Lewis / Dayle Blencowe      |
| 1996   | Wales: Einzelmeisterschaften              | Herrendoppel | 1     | Andrew Groves-Burke / Geraint Lewis |
| 1997   | Wales: Einzelmeisterschaften              | Herrendoppel | 1     | Andrew Groves-Burke / Geraint Lewis |
| 1998   | Wales: Einzelmeisterschaften              | Herrendoppel | 1     | Andrew Groves-Burke / Geraint Lewis |